# Barleria argenteocalycina
Barleria argenteocalycina là một loài thực vật có hoa trong họ Ô rô. Loài này được De Wild. mô tả khoa học đầu tiên năm 1915.